# 谢慧琳
谢慧琳（1975年1月17日—），中国女子足球运动员。她在1996年夏季奥林匹克运动中，参加了女子足球并获得银牌。她在所有的五场比赛中均有上场参赛。